# Albaret-le-Comtal
Albaret-le-Comtal - község Franciaország déli részén, Lozère megyében. 2011-ben 186 lakosa volt. A falu legfontosabb gazdasági ágazata a tejtermelő szarvasmarhatartás.

## Fekvése
Albaret-le-Comtal a Margeride-hegység nyugati előterében fekszik, 1012 méteres  (a községterület 740-1161 méteres) tengerszint feletti magasságban. Nyugati határát a Bès folyó (melynek vizét a grandvali gáttal felduzzasztották) szurdoka, északi határát pedig a Peyrebesse patak alkotja. Ez a két vízfolyás egyben Lozère és Cantal megyék határát is alkotja. A község területének 26%-át (783 hektár) erdő borítja.
Nyugatról Maurines és Fridefont, északkeletről Faverolles, Saint-Marc és Saint-Just, keletről Les Monts-Verts, délről pedig Arzenc-d’Apcher és Termes községekkel határos. A D12-es út köti össze Fournels-lel (7 km), a D65-ös pedig Saint-Chély-d’Apcher-val (15 km).
A község központja Albaret és a tőle 1 km-re a Rau patak völgyében fekvő Albaret-le-Bas, hozzátartoznak Le Crouzet, Andes, La Bastide és Montaigut tanyák is.

## Története
A falu már a Római Birodalom idejében létezett, nevét a nyírfa latin nevéből (betulus alba) származtatják.  A középkorban kolostor létesült itt, mely a mende-i püspökség alá tartozott. A falu a történelmi Gévaudan és Auvergne tartományok határán fekszik. 1917-1919 között kis vízierőművet építettek (Centrale du Vergne), mely a Saint-Chély-d´Apcher-i kohászat számára termelt áramot. Az elvándorlás következtében 1793-1999 között a község lakosságszáma ¼-ére csökkent. A községben egy ortopédiai felszereléseket gyártó üzem (Delcros) működik.

## Demográfia
| Év   | Lakosság |
| ---- | -------- |
| 1793 | 817      |
| 1851 | 792      |
| 1876 | 661      |
| 1901 | 585      |
| 1936 | 513      |

| Év   | Lakosság |
| ---- | -------- |
| 1946 | 459      |
| 1954 | 351      |
| 1962 | 349      |
| 1968 | 303      |

| Év   | Lakosság |
| ---- | -------- |
| 1975 | 273      |
| 1982 | 248      |
| 1990 | 227      |
| 1999 | 198      |
| 2010 | 194      |

## Nevezetességei
- Román stílusú temploma a 13. században épült, harangtornya különlegességnek számít (négy harang egymás fölött). A templom berendezéséhez tartoznak Szent József és Keresztelő Szent János faszobrai, valamint egy 18. századi Szűz Mária-szobor. A templom falán napórát helyeztek el, mellette pedig két vaskeresztet, melyeknek fő motívumai a liliom, a nap és a hold.
- A Puech de Montaigut 1136 méteres csúcsán felállított 7 méter magas vaskereszttől szép kilátás nyílik a Margeride- és a Cantal-hegységekre.
- Régi útmenti keresztek láthatóak Montaigutnál, valamint a Saint-Chély-d’Apcherbe vezető út mellett a Le Crouzet-i elágazásnál.
- Az első világháború áldozatainak emlékművét 1924-ben állították.[3]

## Kapcsolódó szócikk
- Lozère megye községei